# Lyes Ould-Ammar
Pour les articles homonymes, voir Ammar.
Lyes Ould-Ammar  est un joueur algérien de volley-ball né le 6 juillet 1983. Il mesure 1,96 m et joue passeur,,,

## Clubs
| Club                            | Pays       | De        | À         |
| ------------------------------- | ---------- | --------- | --------- |
| MC Alger                        | Algérie    |           |           |
| PO Chlef                        | Algérie    | 2004-2005 | 2004-2005 |
| Spacer's de Toulouse            | France     | 2005-2006 | 2005-2006 |
| Marseille VB                    | France     | 2006-2007 | 2006-2007 |
| Grenoble Volley Université Club | France     | 2007-2008 | 2007-2008 |
| Arago de Sète                   | France     | 2008-2009 | 2008-2009 |
| US Saint-Egrève                 | France     | 2009-2010 | 2009-2010 |
| ES Bethioua                     | Algérie    | 2010-2011 | 2010-2011 |
| Volley Bertrange                | Luxembourg | 2011-2012 | 2011-2012 |
| Pays de Grasse VB               | France     |           |           |